# Phyllanthus collinum-misuku
Phyllanthus collinum-misuku är en emblikaväxtart som beskrevs av Radcl.-sm.. Phyllanthus collinum-misuku ingår i släktet Phyllanthus och familjen emblikaväxter.
Artens utbredningsområde är Malawi. Inga underarter finns listade i Catalogue of Life.